# Каприљио (Асти)
Каприљио (итал. Capriglio) је насеље у Италији у округу Асти, региону Пијемонт.
Према процени из 2011. у насељу је живело 102 становника. Насеље се налази на надморској висини од 240 м.

## Становништво
| 1936. | 1951. | 1961. | 1971. | 1981. | 1991. | 2001. | 2011. |
| ----- | ----- | ----- | ----- | ----- | ----- | ----- | ----- |
| 538   | 449   | 293   | 254   | 216   | 230   | 309   | 300   |